# ليلة حفل التخرج (فلم)
ليلة حفل التخرج (بالإنجليزية: Prom Night) هو فيلم رعب تم إنتاجه في الولايات المتحدة وصدر في سنة 2008.

## بطولة
- جيسيكا ستروب
- دانا ديفيس
- إدريس إلبا

## القصة
تدور قصة الفيلم عن فتاة تدعى (دونا) من المفترض أن تكون حفلة تخرجها هي وزملائها ليلة سعيدة مليئة بالحب والمرح، اعتقدت أنها ستكون بأمان من رعب ماضيها ولكن تتحول هذه الليلة لمأساة ومسرح دموي للقتل عن طريق سفاح معتوه يحاول قتلهم وتحاول (دونا) وأصدقائها أن يجدوا طريق للهروب من ذلك السفاح المعتوه.

## الميزانية والإيرادات
بلغت تكلفة إنتاج الفيلم حوالي 20 مليون دولار بينما حقق أرباحا تقدر بـ 57,197,876 دولار.

## وصلات خارجية
- مقالات تستعمل روابط فنية بلا صلة مع ويكي بيانات